# Tritih Kulon
Tritih Kulon is een bestuurslaag in het regentschap Cilacap van de provincie Midden-Java, Indonesië. Tritih Kulon telt 18.720 inwoners (volkstelling 2010).